# Rouy-le-Grand
Rouy-le-Grand és un municipi francès situat al departament del Somme i a la regió dels Alts de França. L'any 2007 tenia 107 habitants.

## Demografia

### Població

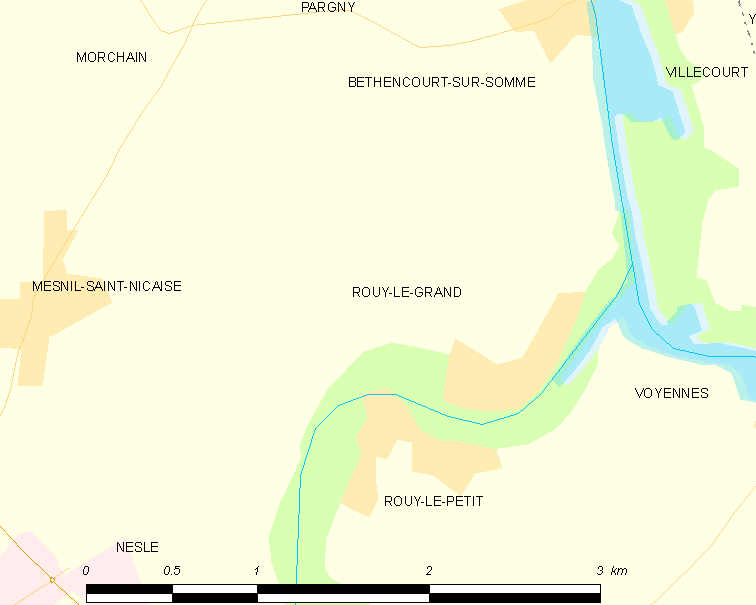

El 2007 la població de fet de Rouy-le-Grand era de 107 persones. Hi havia 44 famílies de les quals 8 eren unipersonals (4 homes vivint sols i 4 dones vivint soles), 16 parelles sense fills i 20 parelles amb fills.

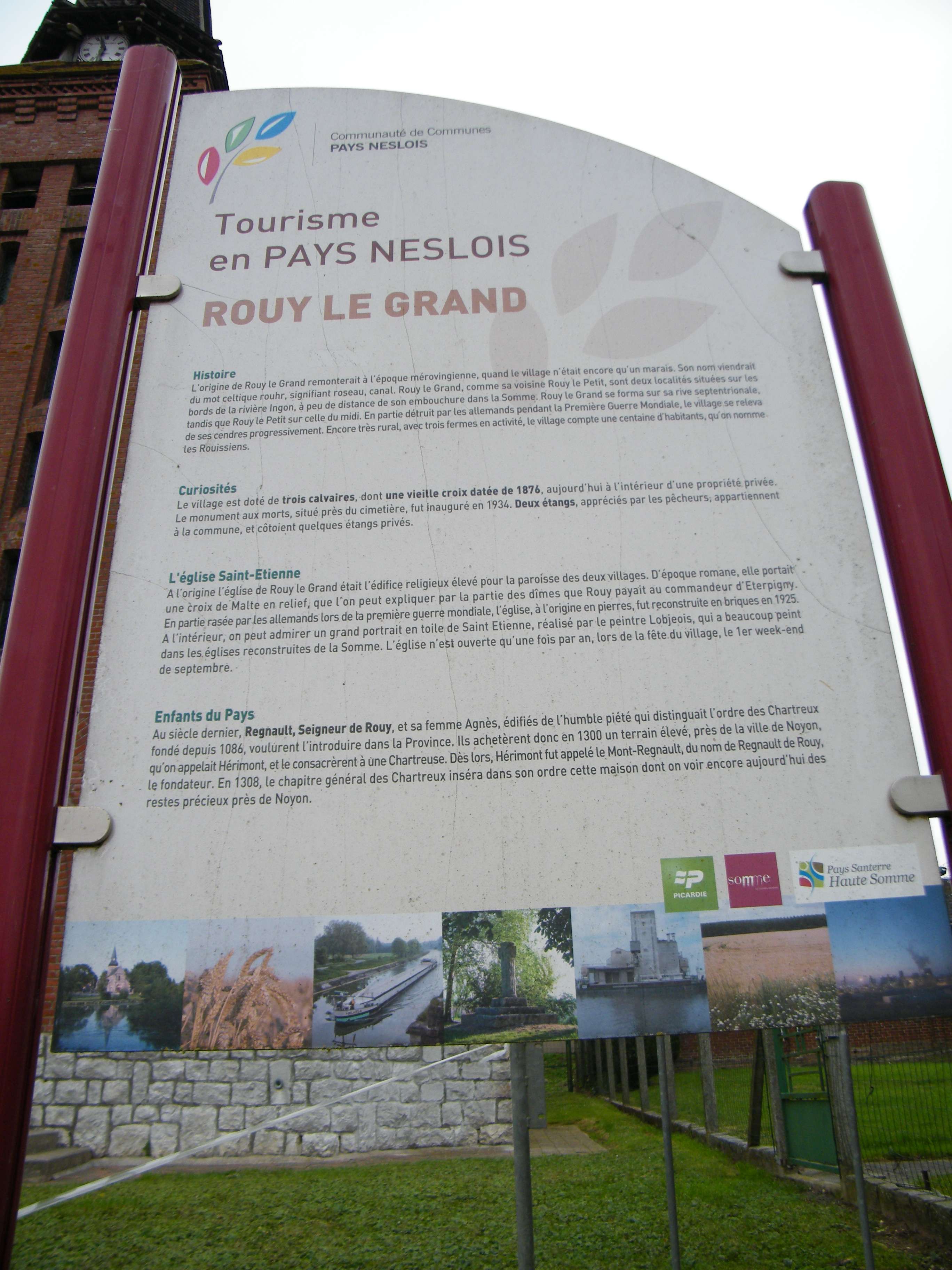

La població ha evolucionat segons el següent gràfic:
Habitants censats

### Habitatges
El 2007 hi havia 53 habitatges, 42 eren l'habitatge principal de la família, 5 eren segones residències i 6 estaven desocupats. 50 eren cases i 1 era un apartament. Dels 42 habitatges principals, 36 estaven ocupats pels seus propietaris, 5 estaven llogats i ocupats pels llogaters i 1 estava cedit a títol gratuït; 3 tenien dues cambres, 5 en tenien tres, 5 en tenien quatre i 29 en tenien cinc o més. 40 habitatges disposaven pel capbaix d'una plaça de pàrquing. A 17 habitatges hi havia un automòbil i a 23 n'hi havia dos o més.

### Piràmide de població

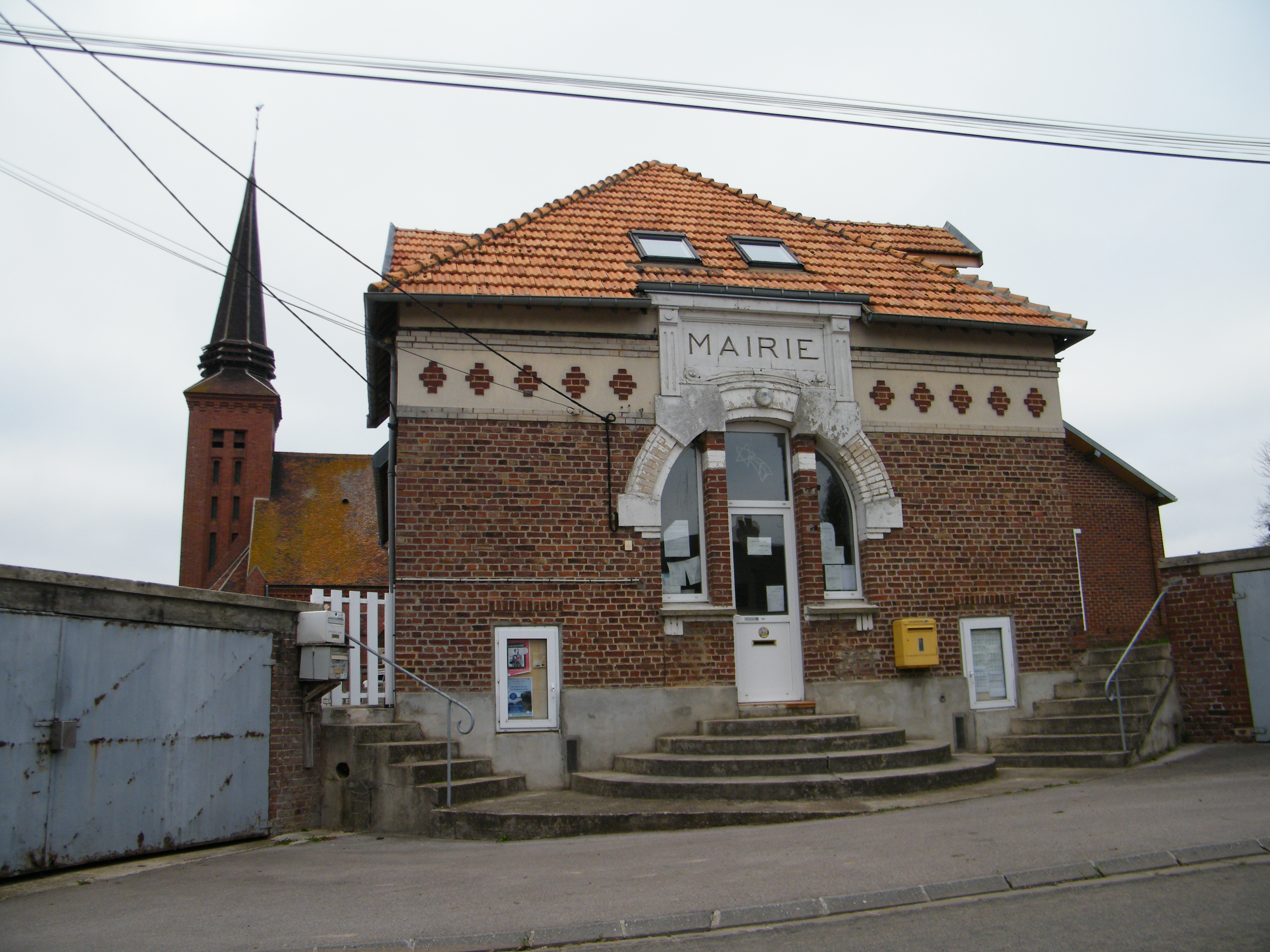

La piràmide de població per edats i sexe el 2009 era:
| Homes | Edats   | Dones |
| ----- | ------- | ----- |
| 0     | 95 o +  | 0     |
| 0     | 90 a 94 | 0     |
| 0     | 85 a 89 | 4     |
| 0     | 80 a 84 | 4     |
| 0     | 75 a 79 | 0     |
| 0     | 70 a 74 | 0     |
| 0     | 65 a 69 | 4     |
| 4     | 60 a 64 | 4     |
| 0     | 55 a 59 | 0     |
| 12    | 50 a 54 | 4     |
| 12    | 45 a 49 | 12    |
| 0     | 40 a 44 | 0     |
| 0     | 35 a 39 | 0     |
| 0     | 30 a 34 | 0     |
| 8     | 25 a 29 | 4     |
| 12    | 20 a 24 | 0     |
| 0     | 15 a 19 | 4     |
| 0     | 10 a 14 | 0     |
| 4     | 5 a 9   | 0     |
| 0     | 0 a 4   | 0     |

## Economia

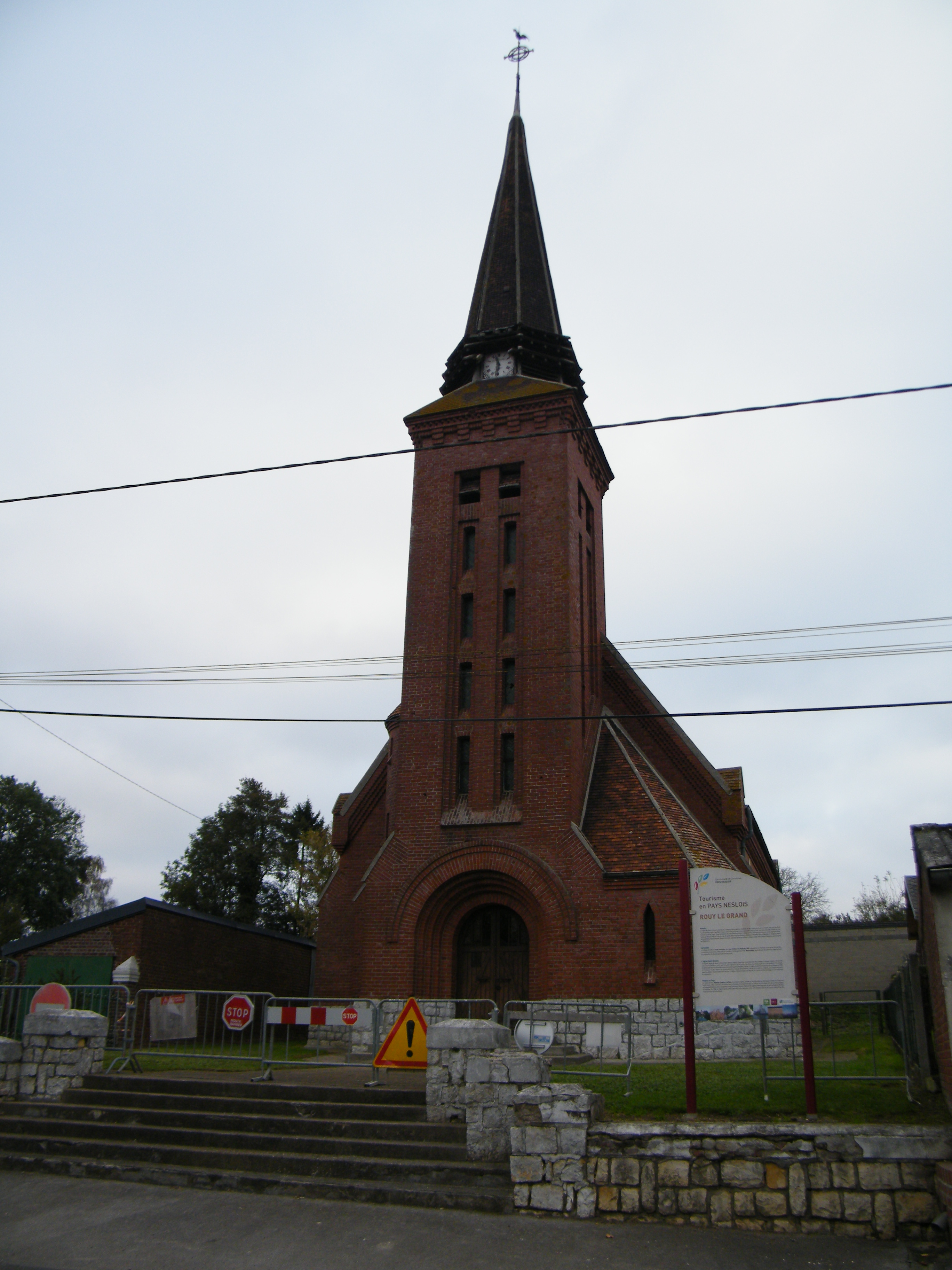

El 2007 la població en edat de treballar era de 74 persones, 54 eren actives i 20 eren inactives. De les 54 persones actives 51 estaven ocupades (31 homes i 20 dones) i 3 estaven aturades (3 dones i 3 dones). De les 20 persones inactives 7 estaven jubilades, 4 estaven estudiant i 9 estaven classificades com a «altres inactius».
Activitats econòmiques
L'únic establiment que hi havia el 2007 era d'una empresa de fabricació d'altres productes industrials.

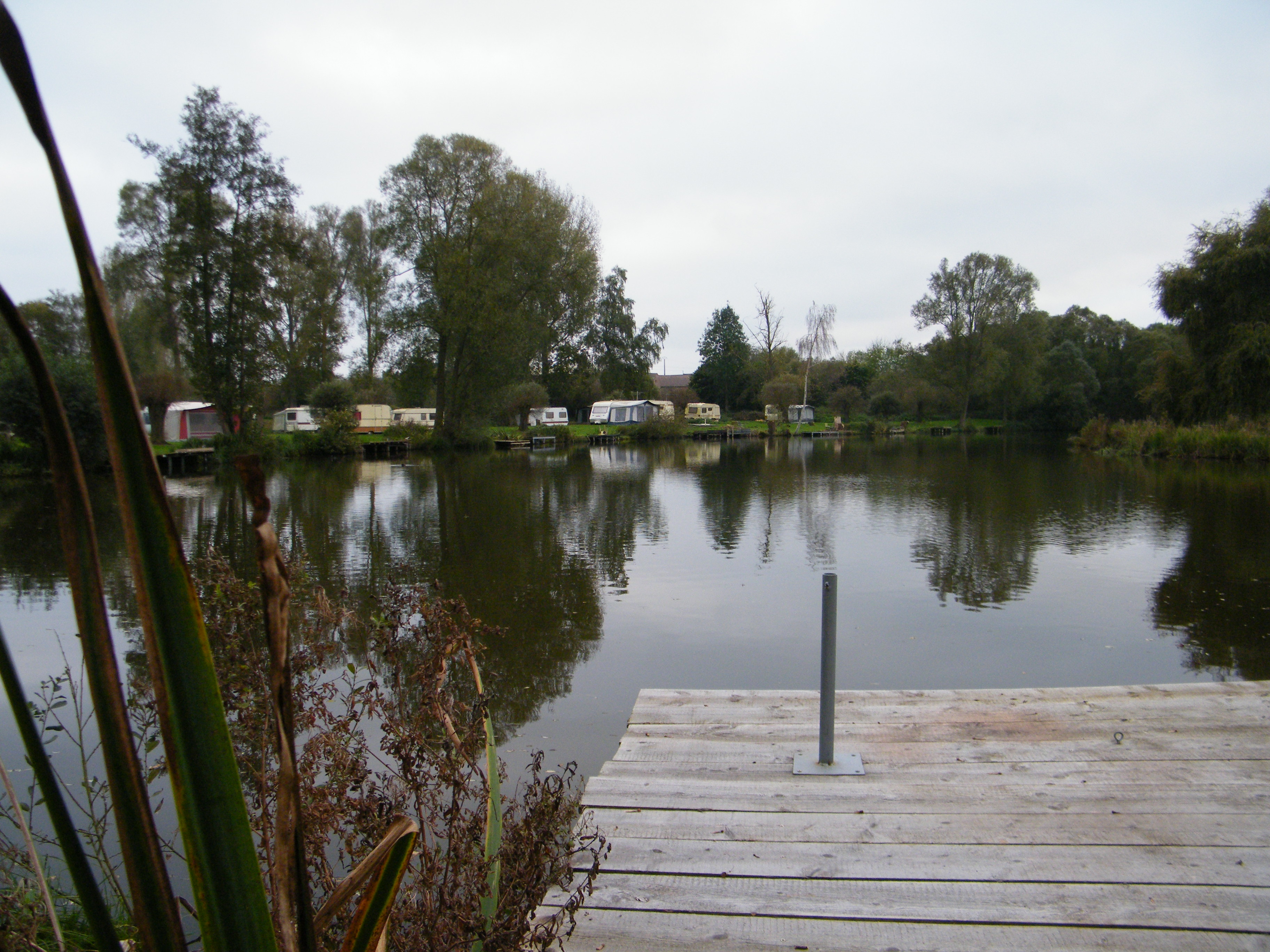

L'any 2000 a Rouy-le-Grand hi havia 3 explotacions agrícoles que ocupaven un total de 273 hectàrees.

## Poblacions més properes

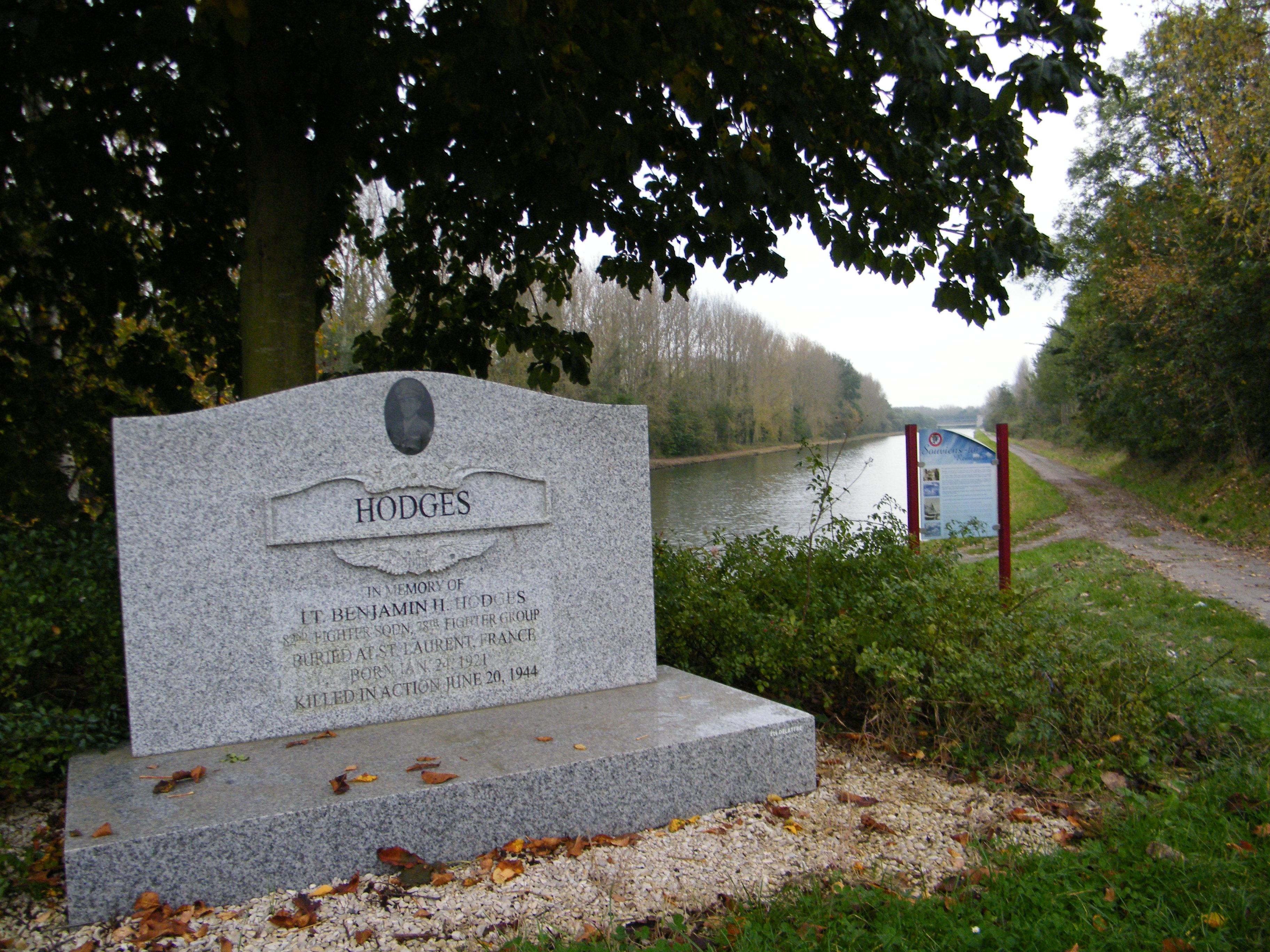

El següent diagrama mostra les poblacions més properes.